# Palazzo De Scorciatis

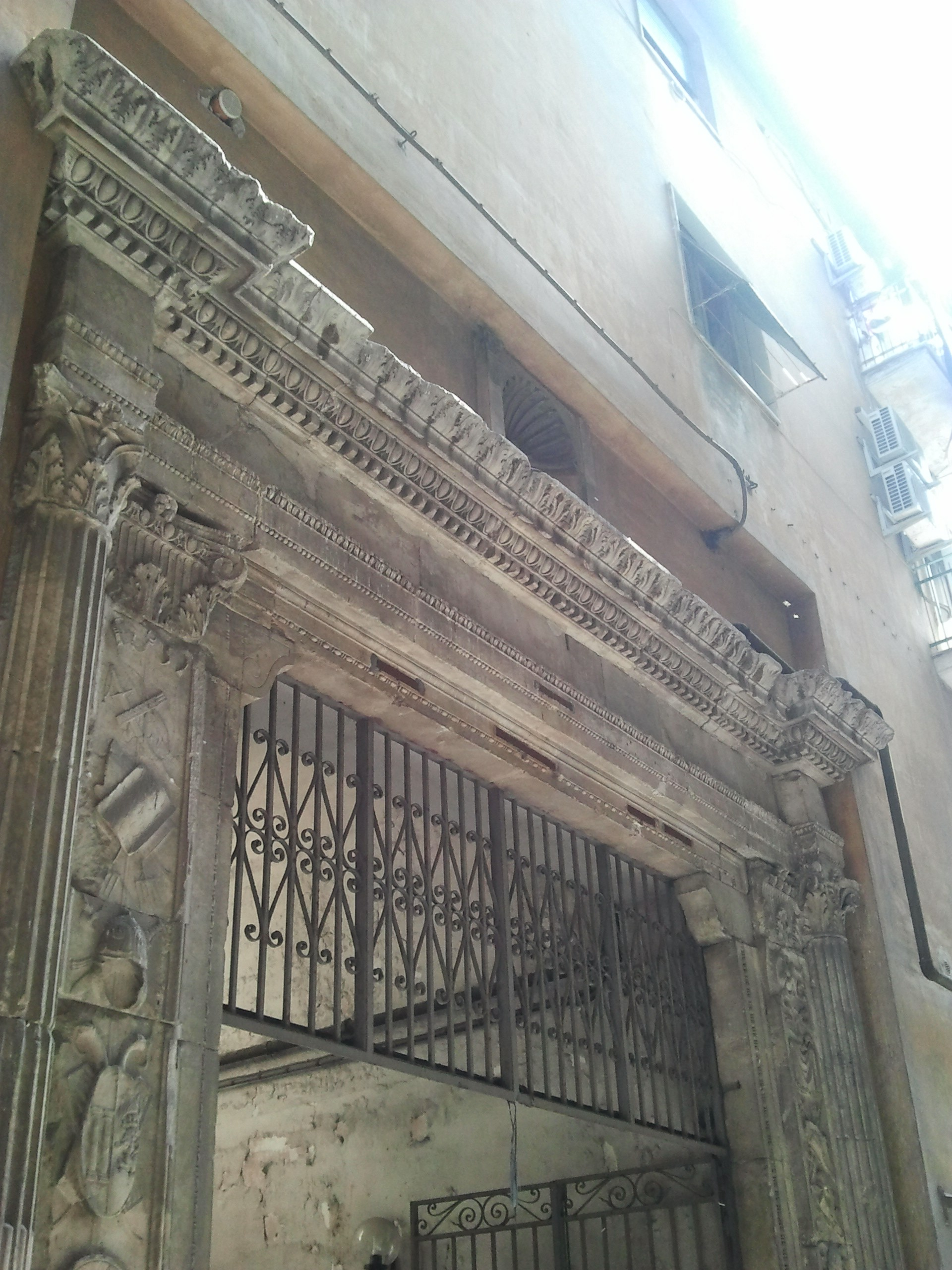
Marmeren portaal. Het portaal overleefde de bouwwoede van Scorziata en de Tweede Wereldoorlog

Het Palazzo De Scorciatis (15e eeuw) bevindt zich in Napels, hoofdstad van de Italiaanse regio Campanië. Het Palazzo staat in de wijk San Lorenzo en van het bouwwerk blijft enkel het marmeren portaal over.

## Historiek
Oorspronkelijk werd het stadspaleis gebouwd in de jaren 1270.
Giulio Scorziata, in het Latijn Julius de Scorciatis, was een jurist werkzaam bij de administratie van het koninkrijk Napels, zowat tweehonderd jaar later. Hij stond in de gunst van koning Ferdinand I, ook bekend als koning Ferrante. Hierdoor kon hij het oude stadspaleis kopen. Hij herbouwde het volledig (circa 1480). Het Palazzo droeg sindsdien zijn naam. Scorziata beloofde de koning om een marmeren buste van hem in de gevel te plaatsen. Dit moest komen boven het marmeren portaal dat hij bewaarde van het huis uit de Middeleeuwen. Scorziata spande later samen tegen Ferrante, door een bondgenootschap te sluiten met Lodewijk XII van Frankrijk en de Borgia-paus Alexander VI. Ferrante liet Scorziata arresteren doch deze kon ontsnappen naar de Pauselijke Staat. Zijn stadspaleis was Scorziata kwijt. Na confiscatie wees koning Ferrante het goed toe aan de familie Cortese. 
Later woonde de dichter Giambattista Marino nog in het Palazzo De Scorciatis.
In de 19e eeuw was het Palazzo eigendom van de familie di Lorenzo en nadien van de Jezuïetenorde.
Tijdens de Tweede Wereldoorlog werd het Palazzo meerdere malen gebombardeerd. Enkel de marmeren ingang en enkele kapitelen bleven gespaard. Het Palazzo De Scorciatis werd nadien heropgebouwd.